# Chalcotheomima laevis
Chalcotheomima laevis är en skalbaggsart som beskrevs av Gilbert John Arrow 1932. Chalcotheomima laevis ingår i släktet Chalcotheomima och familjen Cetoniidae. Inga underarter finns listade i Catalogue of Life.